# 克莱斯贝亨
克莱斯贝亨（荷蘭語：Kluisbergen，荷蘭語發音：[ˈklœy̯zˌbɛrɣə(n)]）是比利时弗拉芒大區东佛兰德省奧德納爾德區的一个市镇，位于东佛兰德省、西佛兰德、埃诺三省交界处，通行荷蘭語，是弗拉芒社群的一部分，面积30.63平方千米，人口6,453人（2018年1月1日）。